# スポイト

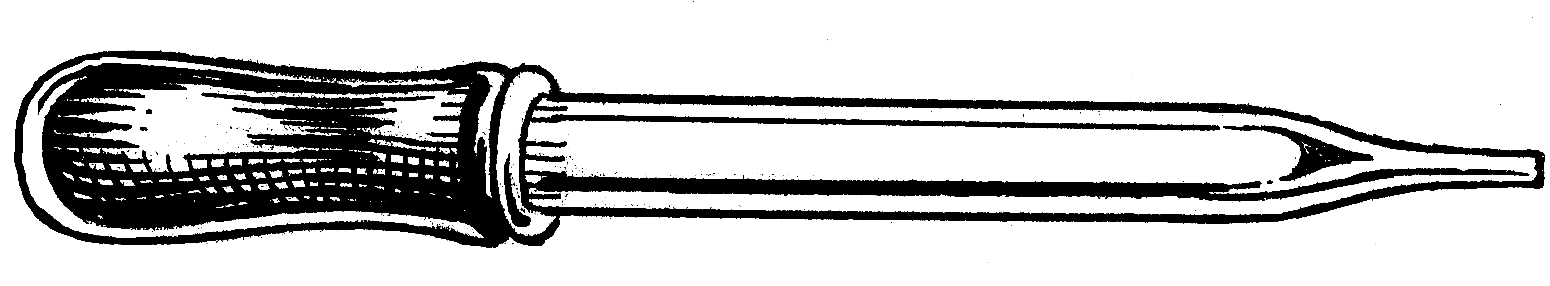
スポイト

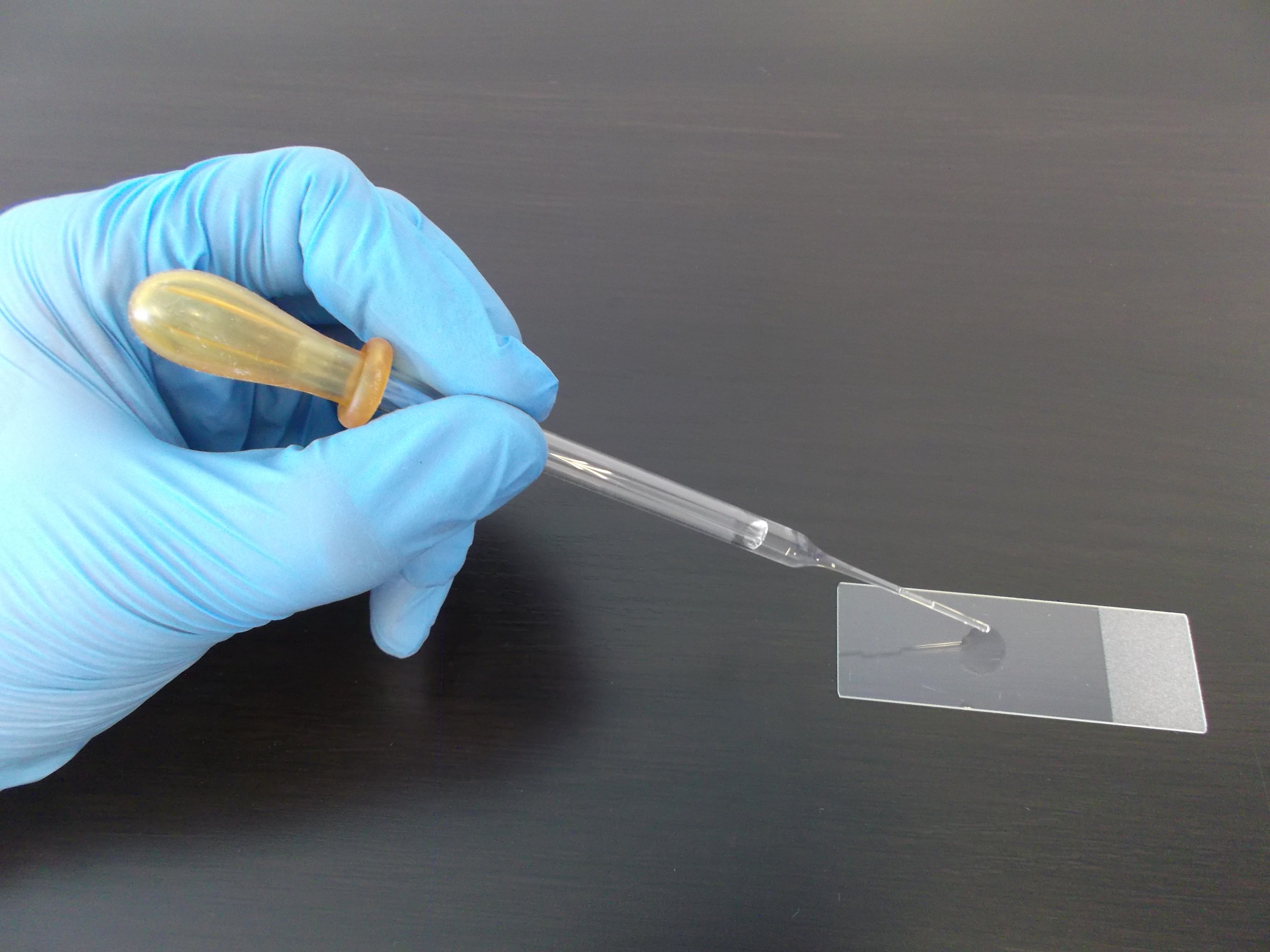
スライドガラスへの滴下

スポイトとは少量の液体を吸い上げ、別の容器等に移動させるときに使用する道具の名称である。語源はオランダ語で注射器（注射針）を意味する「spuit」とされている。
しばしば書道や絵画等において水、油、墨汁等の移動に用いられる。科学実験に用いられるスポイトについては、ピペットで詳述。
基本的な形状としては管状で細長い吸い口、液体を保持する胴部、液体を陰圧で吸引するための袋状、もしくは蛇腹状の尾部からなる。吸い口及び胴部をガラス等で、尾部をゴム等で構成するもののほか全体を柔軟なプラスチックで一体的に構成するものが知られている。ガラス製のパスツールピペットや駒込ピペットなどに取り付けるゴム製のニップルをスポイトと呼ぶこともある。
グラフィックソフトウェアにおいて画面に表示されている色を取得する、いわゆるカラーピッカー機能を「スポイトツール」と呼ぶことがある。

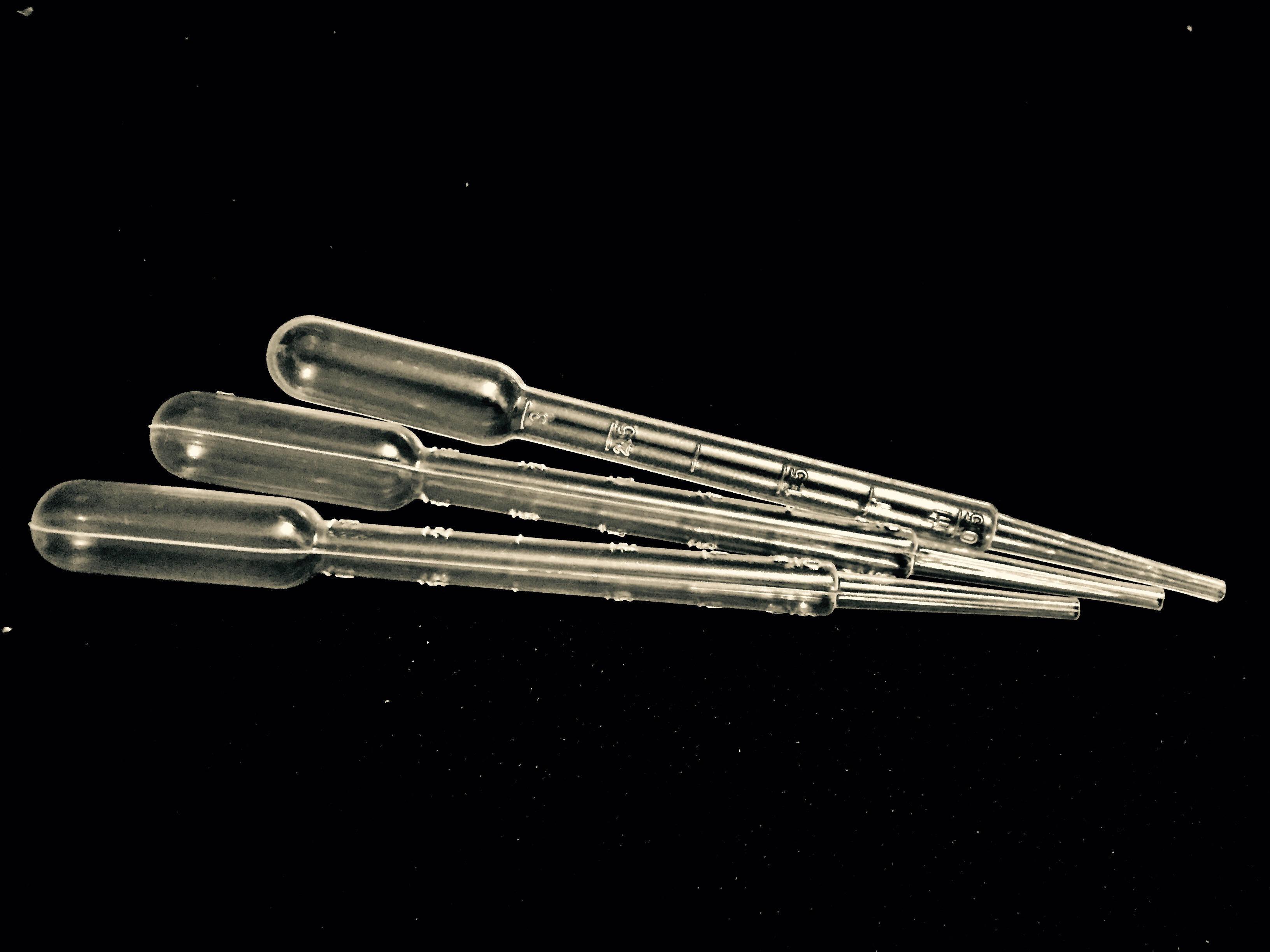
プラスチック製スポイト
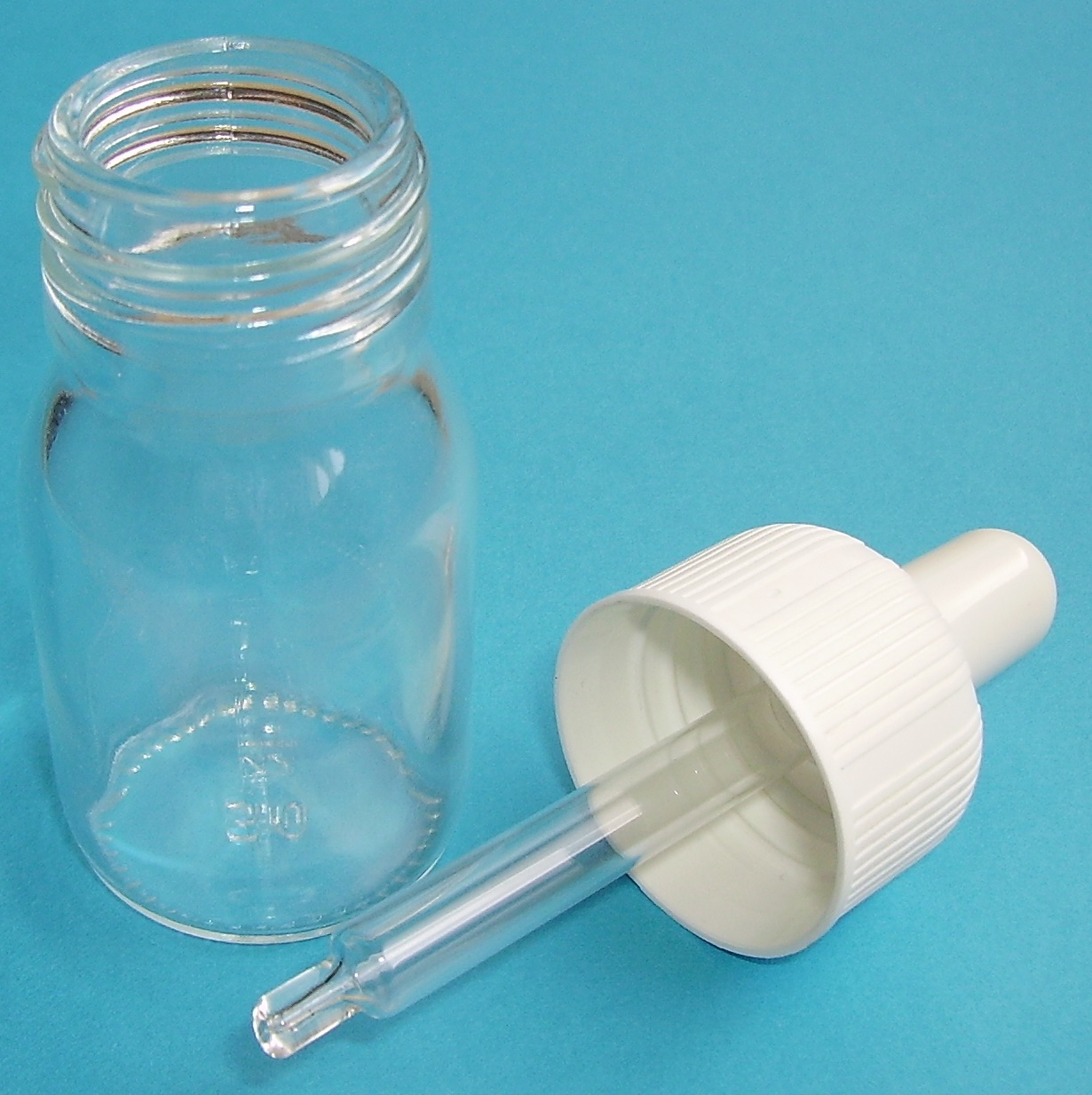
ふたにスポイト機能を持たせた容器
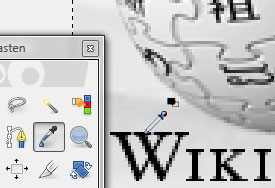
スポイトツール (GIMP)